# Sanitätswesen der Österreichisch-Ungarischen Streitkräfte

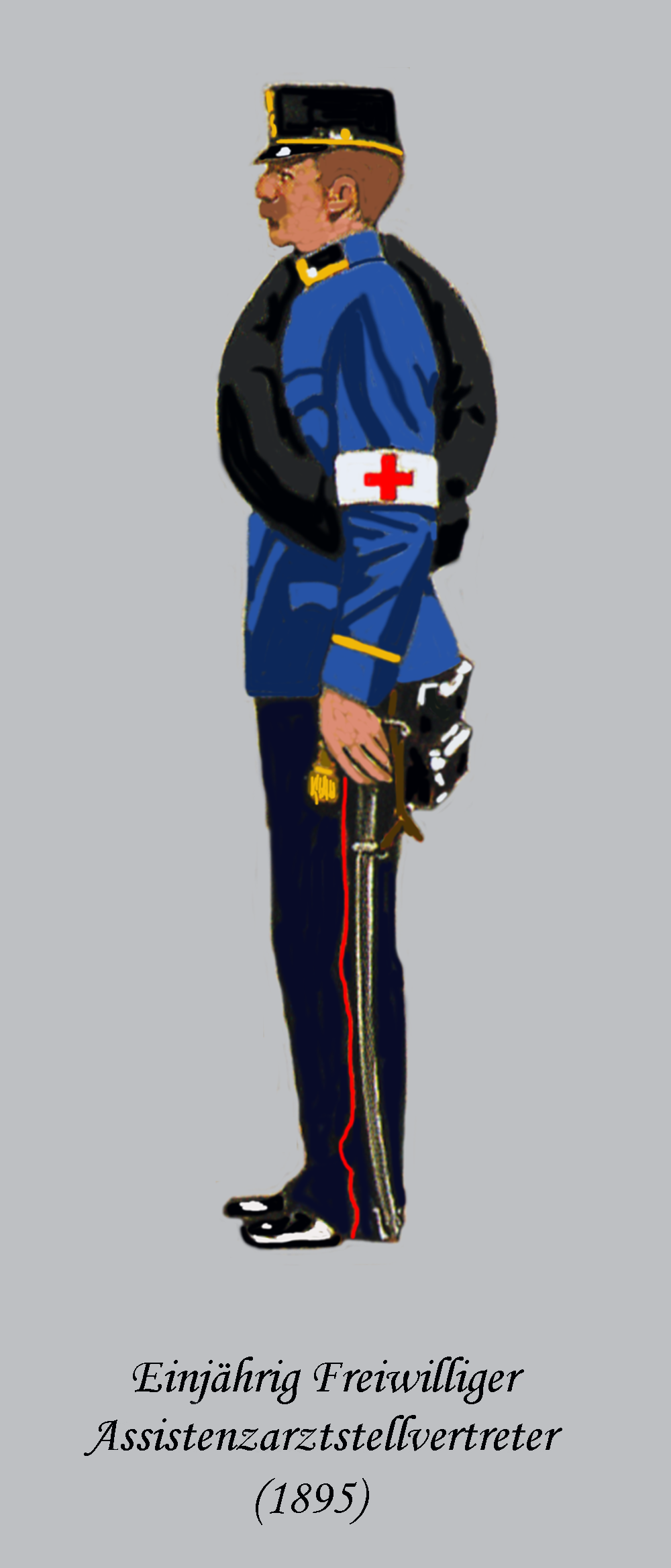
Marschadjustierung bis 1908

Das Sanitätswesen der Österreichisch-Ungarischen Streitkräfte war zuständig für die Medizinische Versorgung von Menschen und Tieren im Bereich der:
- Gemeinsamen Armee (landläufig auch k.u.k. Armee)
- kaiserlich-königlichen Landwehr (Cisleithanische Reichshälfte)
- königlich ungarischen Landwehr (Transleithanische Reichshälfte)
- Kaiserlichen und königlichen Kriegsmarine

## Organisation
In den ersten Jahren des 20. Jahrhunderts bis zum Ausbruch des Ersten Weltkrieges war das Sanitätswesen aufgegliedert in:
- Militärsanitätskomitee (Wien IX. Bez. Währinger Straße 25)

Präses: Generalstabsarzt Dr. Zdislaus Ritter von Juchnowicz-Hordyński (Gleichzeitig Kommandant der Militärärztlichen Applikationsschule)
- Sanitätstruppenkommando (Wien I. Bez. Deutschmeisterplatz 4)
  - Sanitätstruppenkommandant: Oberst Konstantin Kyros
- das ärztliche Offizierskorps
- die Sanitätstruppe
- das Militärmedikamentenwesen
- den Tierärztliche Dienst mit den:
  - Militärtierärzten
  - Militärkurschmieden
  - Beamten der Tierärztlichen Hochschule

## Das ärztliche Offizierskorps
Das militärärztliche Offizierskorps umfasste die graduierten Doktoren der Heilkunde aller Fachrichtungen im Präsenz- und Reservestand, einschließlich der Assistenzärzte.
Leitung und Ausübung des Sanitätsdienstes standen unter Verantwortung des militärärztlichen Offizierskorps, das außerdem als Lehrer an Militärerziehungs- und Bildungsanstalten fungierte. Die Rangbezeichnung lautete:
| Dienstgrad              | Vergleichsweise |
| ----------------------- | --------------- |
| Generalstabsarzt        | Generalmajor    |
| Oberstabsarzt 1. Klasse | Oberst          |
| Oberstabsarzt 2. Klasse | Oberstleutnant  |
| Stabsarzt               | Major           |
| Regimentsarzt 1. Klasse | Hauptmann       |
| Regimentsarzt 2. Klasse | Hauptmann       |
| Oberarzt                | Oberleutnant    |
| Assistenzarzt           | Leutnant        |

Daneben gab es noch den Assistenzarztstellvertreter. Ein Einjährig-Freiwilliger Mediziner musste zuerst ein halbes Jahr im Soldatenstand dienen, sowie ein zweites halbes Jahr nach Erlangung des Doktorgrades der Medizin als Assistenzarztstellvertreter. Rangmäßig wurde er als Kadett geführt. Mit Eintritt in die Reserve konnte er zum Assistenzarzt ernannt werden.
- Adjustierung und Ausrüstung des ärztlichen Offizierskorps

Die Militärärzte trugen als Kopfbedeckung einen sog. Stulphut aus schwarzem Filz mit Federbusch. Die Krempe war links und rechts hochgestülpt. Hinten und vorne bildeten sie abwärts gerichtete Ecken mit Rosen aus fünf Reihen goldglänzender Bouillons mit einem samtschwarzen Feld mit dem eingestickten allerhöchsten Namenszug FJI. Für Oberoffiziere(Assistenzarzt bis Regimentsarzt 1. Klasse) diente ein schwarzes Seidenband von 5,3 cm Breite als Krempeneinfassung. Bei den Stabsoffizieren (Stabsarzt bis Oberstabsarzt 1. Klasse) bestand die Krempeneinfassung aus einer 7,6 cm breiten Goldborte mit Zackenmuster und je einem schwarzen Streifen an den Rändern. Ärzte bzw. Offiziere im Generalsrang hatten als Huteinfassung eine 8 cm breite Goldborte ohne schwarze Paspelierung.
Auf der rechten Seite des Hutes befand sich eine 8 cm durchmessende schwarze Kokarde und darübergelegt, eine Schlinge aus einer 2,6 cm breiten, doppelt gelegten Borte. Sie bildete unten eine Spitze und war mit einem gelben glatten Knopf besetzt. Der Federbusch bestand aus herabhängenden schwarzen Hahnenfedern, die an einer Messingdrahtschlinge befestigt waren. Auf der inneren Seite der Krempe befand sich eine Lederhülse, in welche der Busch gesteckt wurde. Die Ärzte konnten allerdings auch Feldkappen wie die Infanterieoffiziere tragen.
Der Waffenrock entsprach in Schnitt jenem der Militärbeamten. Aus lichtblauem Tuch gefertigt, hatte er zwei Reihen von glatten, gelben Knöpfen. Die Egalisierung bestand aus schwarzem Samt mit scharlachroten Passepoils (Paspeln) auf Kragen und Ärmelaufschlägen. Die Rockpassepoilierung war aus scharlachrotem Tuch. Die Bluse hatte schwarze Samtparolis ohne Passepoils. Als Beinkleidung dienten blaugraue Pantalons mit scharlachroten Passepoils. Der Mantel war ebenfalls blaugrau mit scharlachroten Parolis. Bewaffnung und persönliche Ausrüstung entsprach denen der Infanterieoffiziere.
Der Assistenzarztstellvertreter trug Uniform und Bewaffnung wie der Militärarzt, die persönliche Ausrüstung entsprach dem der Mannschaftsdienstgrade.

## Die Sanitätstruppe
Für den Sanitätshilfsdienst in den Militärsanitätsanstalten gab es eine diesbezüglich geschulte und ausgerüstete Sanitätstruppe. Die Friedenspräsenz bestand aus 26 Sanitätsabteilungen und dem Sanitätstruppenkommando. Die Sanitätsabteilungen wurden nicht von Ärzten, sondern von normalen Truppenoffizieren kommandiert. Die Rangbezeichnung entsprach der Infanterie, mit dem niedrigsten Dienstgrad Sanitätssoldat. Befehlshaber der Sanitätstruppe war ein Oberst. Die Sanitätsabteilungen in Wien, Przemyśl und Budapest wurden von Oberstleutnanten befehligt, die übrigen von Majoren.
Dem Sanitätsabteilungskommandanten oblag die Ausbildung der Sanitätsmannschaft, sowie die Verwaltung und Beaufsichtigung des Sanitätsfeldausrüstungsmaterials. Im Mobilmachungsfalle wurden ihm die Aufgaben eines Trainkommandanten übertragen.
Offiziere und Kadetten waren mit dem Säbel der Infanterieoffiziere bewaffnet, die Mannschaften und Unteroffiziere mit dem Pioniersäbel.

### Adjustierung und Ausrüstung der Sanitätstruppe
- bis 1908

Die Uniform von Mannschaften und Offizieren entsprach im Schnitt dem der deutschen Infanterie. Waffenrock und Bluse der Mannschaften waren von dunkelgrüner Farbe mit krapproter Egalisierung und glatten, gelben Knöpfen. Die Mannschaftswaffenröcke hatten keine Achselwülste. Hosen und Mäntel waren von graublauer Farbe. Die Verbandszeugtasche war aus geschwärztem Leder und bestand aus der Tasche mit Deckel, welcher mit Strupfe und Schnalle geschlossen werden konnte. Zur Befestigung am Leibriemen hatte sie zwei Trageschlaufen aus Leder. Die Soldaten der Sanität verwendeten einen Tornister wie die Pioniere. Er hatte jedoch nur zwei quer angesetzte Deckelschleifen und keine Leibriementragstrupfen. Die Mannschaften trugen den Pioniersäbel, die Offiziere den Infanterieoffizierssäbel.
- nach 1908

Für die Mannschaften der dunkelgrüne Rock nach dem Schnitt der Infanterie mit krapproten Passepoils und glatten, gelben Knöpfen. Die Pantalons und Bluse hechtgrau, ohne Paspelierung. Das Gleiche galt für die Offiziere, die jedoch die blaugrauen Pantalons mit den krapproten Passepoils verwenden durften. Ausgenommen war die Paradeadjustierung, zu der die hechtgrauen Pantalons zwingend vorgeschrieben waren. Die Militärärzte trugen nunmehr die gleiche Uniform wie die Sanitätsoffiziere.

## Das Militärmedikamentenwesen
Herstellung und Verwaltung der bei den Streitkräften benötigten Arzneien oblag den Militärmedikamentenanstalten. Das entsprechende Fachpersonal fasste man in der Militärmedikamentenbranche zusammen. Sanitätssoldaten konnten ebenfalls hinzugezogen werden.

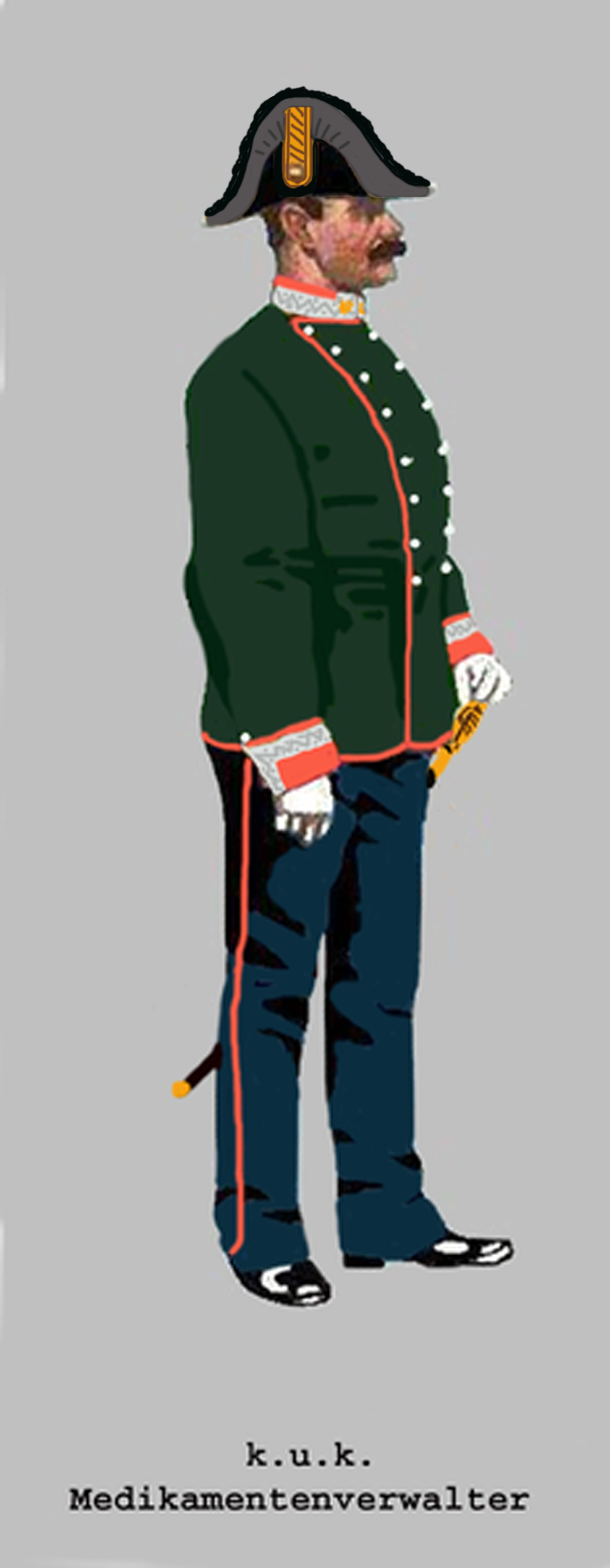
Medikamentenverwalter

Die Militärmedikamentenanstalten setzten sich zusammen aus:
- Militärmedikamentendepot mit Laboratorium in Wien
- 26 Garnisonsspitälern zugeordneten Apotheken
- 11 Militärapotheken in größeren Garnisonen ohne Spitäler

Die Rangbezeichnung bei den Militärmedikamentenbeamten lautete:
| Dienstgrad                     | Vergleichsweise       |
| ------------------------------ | --------------------- |
| Medikamentendirektor           | Oberst/Oberstleutnant |
| Medikamentenverwalter          | Major                 |
| Medikamentenoffizial 1. Klasse | Hauptmann             |
| Medikamentenoffizial 2. Klasse | Hauptmann             |
| Medikamentenoffizial 3. Klasse | Oberleutnant          |
| Medikamentenakzessist          | Leutnant              |
| Medikamentenpraktikant         | Kadett                |

Die Medikamentenbeamten gehörten zu jenen, für die kein Portepee vorgeschrieben war. Ihre Uniform glich der der Artilleriezeugsbeamten, allerdings dunkelgrüne Röcke mit krapproten Aufschlägen und weißen Knöpfen.

## Der tierärztliche Dienst
Das dafür zuständige Personal war in Tierärzte und Kurschmiede gegliedert. Der militärtierärztliche Dienst – einschließlich des Hufbeschlags – wurde sowohl von Tierärzten als auch von Kurschmieden ausgeführt. Militärkurschmiede, welche den tierärztlichen Kurs nicht absolviert hatten, wurden überwiegend zum Hufbeschlag herangezogen. Die Militärtierärzte gehörten zu den Militärbeamten und hatten folgende Rangbezeichnung: Obertierarzt 1. oder 2. Klasse / Hauptmann, Tierarzt / Oberleutnant, Untertierarzt / Leutnant.
Die Ergänzung der Tierärzte erfolgte durch Ernennung von Militärkurschmieden mit tierärztlichem Diplom zu Militäruntertierärzten und aus dem Reservistenstand. Die Tierärzte versahen ihren Dienst hauptsächlich bei der Kavallerie, der Korpsartillerie, dem Train, den Remontendepots und den Remontenassentkommissionen. Die Kurschmiede hatten den Rang eines Zugsführers. Sie unterstanden disziplinar unmittelbar dem dienstführenden Wachtmeister bzw. Feuerwerker, fachlich dem Militärtierarzt ihrer Einheit. Militärkurschmiede mit tierärztlichem Diplom wurden zu Wachtmeistern bzw. Feuerwerkern befördert.
- Adjustierung der tierärztlichen Beamten

Sie gehörten zu den Beamten ohne Portepee und glichen den Artilleriezeugsbeamten. Sie trugen einen schwarzen Rock mit krapproten Aufschlägen und glatten gelben Knöpfen.
- Adjustierung der Militärkurschmiede

Sie trugen die Uniform ihrer Truppe. Als Besonderheit hatten sie an den Ärmelaufschlägen eine Borte aus Schafwolle, ähnlich wie sie als Korporalskennung am Tschako verwendet wurde.
Die Ausbildung der Militärtierärzte und diplomierten Kurschmiede erfolgte an der Tierärztlichen Hochschule in Wien. Das Lehrpersonal bestand aus diplomierten Tierärzten:
Rektor / Oberst, Professor / Oberst, Adjunkt oder Hufbeschlaglehrer / Hauptmann, Assistent / Oberleutnant.
- Adjustierung der Beamten der Tierärztlichen Hochschule

Sie gehörten zu den Beamten ohne Portepee und glichen den Artilleriezeugsbeamten. Sie trugen schwarze Röcke mit kornblumenblauen Samtaufschlägen und glatten gelben Knöpfen.